# راسيل هيرستون
راسيل هيرستون (بالإنجليزية: Russell Hairston)‏ هو لاعب كرة قدم أمريكية أمريكي، ولد في 10 فبراير 1964 في غرينبيلت في الولايات المتحدة.

## وصلات خارجية
- راسيل هيرستون على موقع مرجع كرة القدم المحترفة.كوم (الإنجليزية)